# 185th Air Refueling Wing

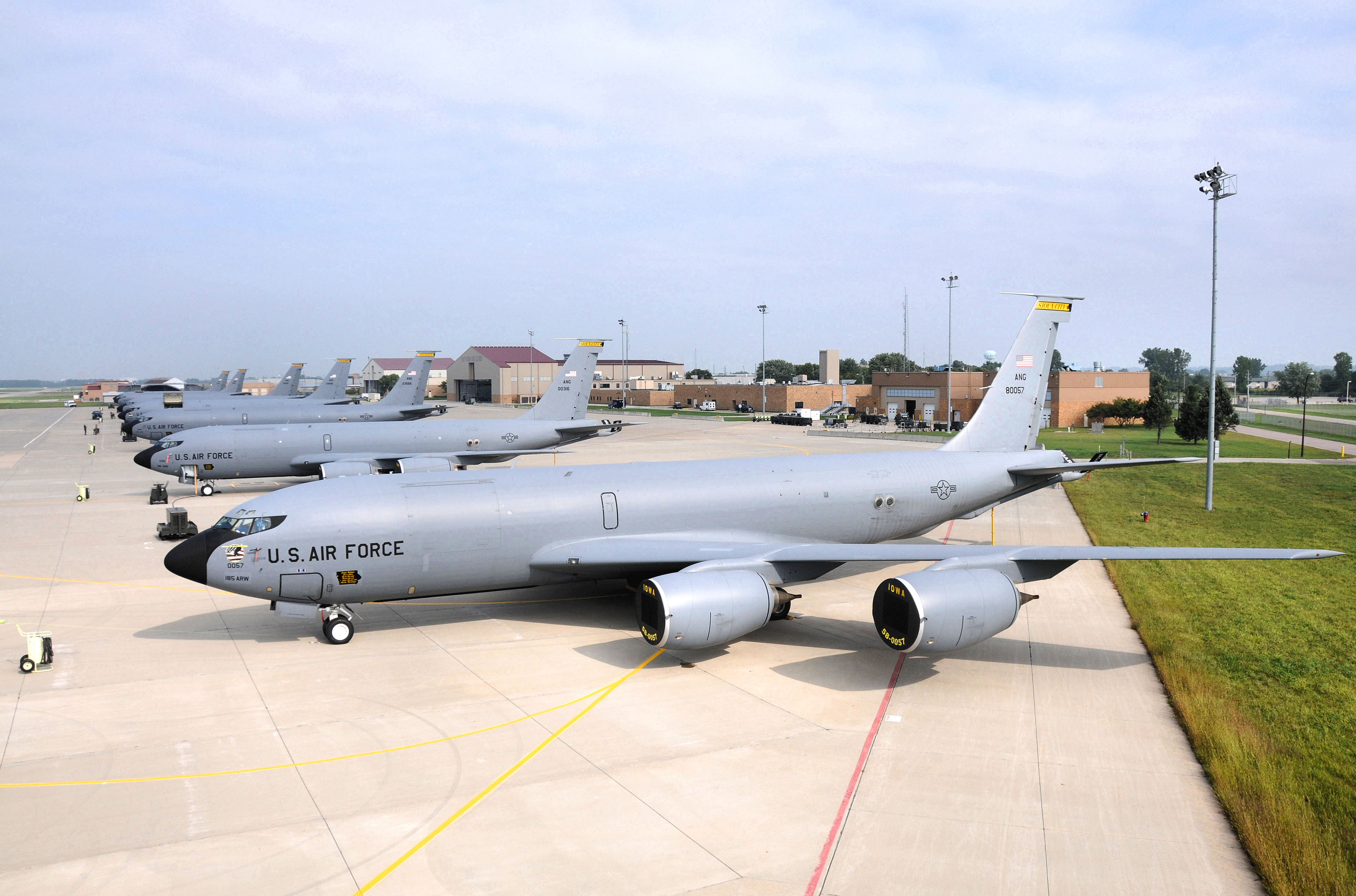
KC-135R dello Stormo

Il 185th Air Refueling Wing è uno Stormo da Rifornimento in volo della Iowa Air National Guard. Riporta direttamente all'Air Mobility Command quando attivato per il servizio federale. 
Il suo quartier generale è situato presso la Colonel Bud Day Field, Iowa.

## Organizzazione
Attualmente, al settembre 2017, esso controlla:
- 185th Operations Group
  - 185th Operations Support Squadron
  -  174th Air Refueling Squadron - Equipaggiato con 8 KC-135R
  - 133rd Test Squadron, distaccato presso Fort Dodge, Iowa
  - 185th Intelligence Squadron
- 185th Maintenance Group
  - 185th Aircraft Maintenance Squadron
  - 185th Maintenance Squadron
  - 185th Maintenance Operations Flight
- 185th Mission Support Group
  - 185th Mission Support Flight
  - 185th Civil Engineer Squadron
  - 185th Security Forces Squadron
  - 185th Logistics Readiness Squadron
  - 185th Force Support Squadron
  - 185th Communications Flight
- 185th Medical Group